# Betula halophila
Espèce
Statut de conservation UICN

 CR (needs updating) A1a, B1+2e, C2b, D : 
En danger critique
Betula halophila est une espèce de plante de la famille des Betulacées endémique de Chine.